# リターン・トゥ・フォーエヴァー
リターン・トゥ・フォーエヴァー（Return to Forever）は、1970年代のアメリカ合衆国で、チック・コリア（キーボード）とスタンリー・クラーク（ベース）を中心に結成されたフュージョンのバンド。

## 来歴
音楽的には、ラテン音楽から影響を受けた第1期、ギタリストを入れてロック色を強めた第2期、大編成のホーン・セクションを加えた第3期に大別できる。

### 第1期
マイルス・デイヴィスの『イン・ア・サイレント・ウェイ』（1969年）、『ビッチェズ・ブリュー』（1970年）といった作品でキーボードを弾き、エレクトリック・ジャズの黎明期を担ったチック・コリアは、スタン・ゲッツのバンドなどで活動していたベーシスト、スタンリー・クラークを誘う。その他、ジョー・ファレル（サックス、フルート）、ブラジル出身のアイアート・モレイラ（ドラム）とフローラ・プリム（ボーカル、パーカッション）を加え、リターン・トゥ・フォーエヴァーは誕生した。なお、アイアートはマイルスの『ビッチェズ・ブリュー』でチックと共演した経験がある。また、チックの友人であり、サイエントロジーに傾倒している詩人ネヴィル・ポッターも、バンドに深く関わる。
1972年、『リターン・トゥ・フォーエヴァー』を発表。チック・コリアのソロ名義だが、実質的にはバンドとしてのデビュー作である。その後、チックとスタンリーとアイアートの3人は、スタン・ゲッツのアルバム『キャプテン・マーヴェル』に参加。また、アイアートのソロ・アルバム『フリー』に、チックとスタンリーも参加する。そして、セカンド・アルバム『ライト・アズ・ア・フェザー』（1973年）発表。イントロにホアキン・ロドリーゴの「アランフエス協奏曲」のメロディを挿入した「スペイン」は、スタンダード・ナンバーとなった。

### 第2期
ジョー、アイアート、フローラの3人が脱退し、バンドはビル・コナーズ（ギター）、スティーヴ・ガッド（ドラム）、ミンゴ・ルイス（パーカッション）を迎える。しかし、スティーヴとミンゴは短期間で脱退し、後任として、チックやスタンリーとは旧知のドラマー、レニー・ホワイト（ドラム）が加入。バンドは4人編成となる。サード・アルバム『第7銀河の讃歌』（1973年）は、ブラジル出身のメンバーの脱退と、ビルやレニーの加入で、ロック色が強まった。
そして、ビルに代わってアール・クルー（ギター）が一時的に参加するが、ほどなくアールに代わってアル・ディ・メオラが加入し、『銀河の輝映』（1974年）発表。黄金期と呼ばれることになるラインナップが揃った。5作目『ノー・ミステリー』（1975年）は、グラミー賞のベスト・ジャズ・インストゥルメンタル・パフォーマンス（グループ）部門を受賞。
その後、各メンバーはソロ活動を行う。アルは初のリーダー作『白夜の大地』を発表。チックは『妖精』、スタンリーは『慈愛への旅路』、レニーは『エロスの遊星』をそれぞれ発表。そして、バンドはコロムビア・レコードに移籍し、『浪漫の騎士』（1976年）を大ヒットさせた。しかし、これを最後にアルとレニーはバンドを離れる。
1973年 1974年と2年連続で来日公演を行っている。

### 第3期
チックとスタンリーは、ジェリー・ブラウン（ドラム）、チックの妻のゲイル・モラン（ボーカル、キーボード）、初期のメンバーだったジョー・ファレルを迎え、更にホーン・セクションを加えた編成で『ミュージックマジック』（1977年）発表。よりファンキーな路線に移行した。しかし、第3期のバンドのステージを収録した『ザ・コンプリート・コンサート』（1977年）を最後に解散。

### 再結成
1982年、アル・ディ・メオラ在籍時のラインナップで、期間限定の再結成が行われた。チックのアルバム『タッチストーン』収録曲「コンバトレス」で4人が共演し、また、1983年4月には来日公演も行う。
その後チックは、自身のエレクトリック・バンドで、第2期リターン・トゥ・フォーエヴァーの音楽性を継承した。
前回の再結成から二十数年を経た2007年12月には2008年の再々結成が正式にアナウンスされた。公式サイトも開設され、またYouTubeにはリハーサル風景やインタビューなどを収めた公式の映像が投稿されている。2008年5月より全米及び欧州でのツアーが行われ、このライブの模様が2枚組アルバム『リターンズ〜リユニオン・ライヴ』として発表された。「モントルー・ジャズ・フェスティバル」に出演した際の模様を収めたライブDVDも発売されている。

### 第4期
2011年、アル・ディ・メオラに代わってギタリストにフランク・ギャンバレが加入し、更にヴァイオリニストのジャン＝リュック・ポンティが加入した編成で公演を開始した。
28年ぶりの日本公演が行われた。

## メンバー
- 第1期 - チック・コリア（キーボード）、スタンリー・クラーク（ベース）、ジョー・ファレル（サックス、フルート）、アイアート・モレイラ（ドラム）、フローラ・プリム（ボーカル、パーカッション）
- 第2期:I - チック・コリア（キーボード）、スタンリー・クラーク（ベース）、ビル・コナーズ（ギター）、スティーヴ・ガッド（ドラム）、ミンゴ・ルイス（パーカッション） - 『第7銀河への帰還』に3曲収録
- 第2期:II - チック・コリア（キーボード）、スタンリー・クラーク（ベース）、ビル・コナーズ（ギター）、レニー・ホワイト（ドラム）
- 第2期:III - チック・コリア（キーボード）、スタンリー・クラーク（ベース）、アール・クルー（ギター）、レニー・ホワイト（ドラム） - 発表音源なし
- 第2期:IV - チック・コリア（キーボード）、スタンリー・クラーク（ベース）、アル・ディ・メオラ（ギター）、レニー・ホワイト（ドラム）
- 第3期 - チック・コリア（キーボード）、スタンリー・クラーク（ベース）、ゲイル・モラン（ボーカル、キーボード）、ジェリー・ブラウン（ドラム）、ジョー・ファレル（サックス）、ジョン・トーマス（トランペット）、ジェイムズ・ティンズレイ（トランペット）、ジム・ピュー（トロンボーン）、ハロルド・ギャレット（トロンボーン） - 末期にはロン・モス（トロンボーン）も加わる
- リユニオン - チック・コリア（キーボード）、スタンリー・クラーク（ベース）、アル・ディ・メオラ（ギター）、レニー・ホワイト（ドラム）
- 第4期 (2011年 -) - チック・コリア（キーボード）、スタンリー・クラーク（ベース）、レニー・ホワイト（ドラム）、フランク・ギャンバレ（ギター）、ジャン＝リュック・ポンティ（ヴァイオリン）

## ディスコグラフィ

### スタジオ・アルバム
| 邦題                               | 原題                          | 発売年 | レーベル |
| ---------------------------------- | ----------------------------- | ------ | -------- |
| 『リターン・トゥ・フォーエヴァー』 | Return to Forever             | 1972   | ECM      |
| 『ライト・アズ・ア・フェザー』     | Light as a Feather            | 1973   | Polydor  |
| 『第7銀河の讃歌』                  | Hymn of the Seventh Galaxy    | 1973   | Polydor  |
| 『銀河の輝映』                     | Where Have I Known You Before | 1974   | Polydor  |
| 『ノー・ミステリー』               | No Mystery                    | 1975   | Polydor  |
| 『浪漫の騎士』                     | Romantic Warrior              | 1976   | Columbia |
| 『ミュージックマジック』           | Musicmagic                    | 1977   | Columbia |

### ライブ・アルバム
| 邦題                               | 原題                                     | 発売年      | レーベル |
| ---------------------------------- | ---------------------------------------- | ----------- | -------- |
| 『ザ・コンプリート・コンサート』   | Live (Return Live: The Complete Concert) | 1977 (1999) | Columbia |
| 『リターンズ〜リユニオン・ライヴ』 | Returns                                  | 2008        | Eagle    |
| 『フォーエヴァー』                 | Forever                                  | 2011        | Concord  |
| 『ザ・マザーシップ・リターンズ』   | The Mothership Returns                   | 2012        | Eagle    |

### コンピレーション・アルバム
| 邦題                                             | 原題                                                       | 発売年 | レーベル |
| ------------------------------------------------ | ---------------------------------------------------------- | ------ | -------- |
| 『ベスト・オブ・リターン・トゥ・フォーエヴァー』 | The Best of Return to Forever                              | 1980   | Columbia |
| 『第7銀河への帰還』                              | Return to the Seventh Galaxy: The Anthology                | 1996   | Verve    |
| 『アンソロジー』                                 | Return to Forever: The Anthology                           | 2008   | Concord  |
|                                                  | Return to Forever: The Complete Columbia Albums Collection | 2011   | Columbia |